# Billy Berroa
Porfirio Antonio Berroa Carbucia (27 de febrero de 1928 - 17 de octubre de 2007) fue un locutor y comentarista deportivo dominicano. Berroa fue conocido afectivamente como "Billy" y "El Internacional", además por ser el primer dominicano en narrar un juego de Grandes Ligas en vivo desde los Estados Unidos.
Reconocido como una de las voces más importantes en el béisbol, Berroa inició su carrera como narrador de las Grandes Ligas en 1963, incluidos los partidos de postemporada y el juego de estrellas de 1987 a 2004. Cubrió las transmisiones en español de los juegos de los  Mets de Nueva York entre 1987 y 1993, luego volvió cubrirlas de 1997 a 2007, principalmente en Radio WADO 1280 AM.
Berroa también cubría la Serie del Caribe, los Juegos Olímpicos, así como el boxeo profesional, y narró la Liga Invernal en la República Dominicana durante 50 años, los últimos 23 años con el equipo Leones del Escogido. El 17 de octubre de 1998, fue seleccionado para el "Salón de la Fama del Deporte de la República Dominicana" donde fue inmortalizado.
Berroa murió de cáncer de próstata en Santo Domingo, a la edad de 79 años.